# Khindasvint
Khindasvint fou rei visigot del Regne de Toledo del 642 al 652. El seu nom volia dir 'poderós en fills' (Kind Swinth). Era un militar de la noblesa goda. En les lluites que hi va haver cap a l'any 635 s'enfrontaven dos corrents nobiliaris: el que representava Sisenand, i aquell que representava la seva oposició. Khíntila va ser segurament el candidat de compromís; no pertanyia a cap facció especialment (encara que havia de ser lleial a Sisenand), però comptava amb el suport del clergat. Com que no se'n coneix la biografia anterior a l'arribada al tron, res no pot assegurar-se, però és probable que hagués donat mostres al llarg de la vida de les seves tendències clericals, i que fora elegit per l'edat i perquè no despertava hostilitats a cap bàndol, ja que no podia esperar-se un llarg regnat.
Per tradició el fill de Tulga era el que seguia aquesta línia, a la qual s'adherien alguns nobles (els fidels als que Khíntila tant va intentar protegir i alguns més). Enfront d'ella estaven els seguidors de Sisenand, molts d'ells fugits a França i potser a altres llocs, i altres a l'interior encara que potser dispersos i sense grans possibilitats d'actuar. Finalment estava la tendència contrària, la noblesa que realment tenia els càrrecs dirigents (comtes i potser ducs, principalment) però que es veia privada del poder regi per l'hegemonia del clergat. Dins de la noblesa no és estrany que destaqués Khindasvint, per la seva energia i capacitat d'organització.

## Coronació
Khindasvint va reunir als nobles i poble a Pamplaica (Pampliega, prop de Burgos) i es va fer proclamar rei. A la reunió de Pampalica, Khindasvint va reunir als gots humils i als "senadors", és a dir als terratinents gots els qui probablement exercien una influència decisiva sobre els primers. Khindasvint era impulsiu i anava més lluny que la majoria dels nobles, als qui certament havien de frenar els anatemes i malediccions llançats pels últims concilis contra els usurpadors i contra aquells que violentessin la persona del rei, la seva família i els seus fidels. Encara que la major part de la noblesa havia de donar suport a Khindasvint, que representava els seus interessos, de moment va haver d'actuar sol amb unes desenes de partidaris; potser va ser llançat per altres nobles més reflexius, que el van utilitzar per la seva impaciència i per la seva edat (en cas de tenir èxit governaria poc temps i els nobles "ocults" tindrien ocasió mentrestant de col·locar-se en llocs clau). Sens dubte també l'edat va haver d'influir en Khindasvint per decidir-se a l'acció: era llavors o mai, i tenia ja poc a perdre personalment, i com vell conspirador segurament ja havia col·locat les seves propietats en mans segures.
Consta que ja havia pres part en conspiracions contra reis anteriors (potser Sisenand i Khíntila, amb la qual cosa hauria iniciat la seva carrera conspirativa cap als seixanta-nou anys) i per això va ordenar l'execució de tots aquells que sabia o sospitava que havien conspirat contra altres reis, amb la qual cosa va eliminar una part de la noblesa (segurament aquella de la qual menys es podia refiar) reforçant indirectament als refugae seguidors de Sisenand, car molts nobles van fugir sobretot a França (alguns a Àfrica). Es creu que els executats (durant tot el regnat) van ser uns set-cents, i entre ells almenys dos-cents potents (als altres cinc-cents que Fredegari anomena mediogres, és a dir notables per sota dels nobles principals). Aquestes depuracions i una molt probable victòria militar a Mèrida, capital de la Lusitània (vegeu Iudila), van consolidar el seu poder i es creu que en general el seu anys posteriors de regnat van ser tranquils, sols torbats per algunes incursions dels vascons i dels refugae o profugi. Sembla que les depuracions de la noblesa es van accelerar el 643 després de la publicació d'una llei contra la traïció, ja que molts nobles van intentar arreglar velles baralles personals amb altres mitjançant denúncies (segurament falses en el seu major part) de suposades traïcions o altres delictes greus que comportessin la mateixa pena.

## Lluites amb els vascons
En el 642 va combatre contra els vascons. Una làpida funerària trobada a Villafranca de Córdoba, localitat a uns 23 quilòmetres de la ciutat de Còrdova, parla d'un noble got anomenat Oppila que va ser convocat per a la guerra, no sabem en quin moment. El 12 de setembre de l'any 642 aquest, durant una escaramussa, va quedar aïllat de la seva unitat i va morir. Els seus clients o potser alguns esclaus emancipats que l'ajudaven en la seva activitat, una mena d'escuders, van localitzar el cadàver i el van portar cap a la zona cordovesa, la seva terra natal, on el van enterrar el 10 d'octubre del mateix any. El viatge des de terres vascones fins a Còrdova va durar menys de trenta dies.

## VII Concili de Toledo
El 646 es va celebrar un nou Concili, el VII Concili de Toledo, inaugurat el 18 de novembre d'aquest any, al qual van assistir quaranta-un bisbes (personalment o per delegació), en el qual la llei sobre la traïció va ser ratificada afegint-se el càstig d'excomunió per als culpables, i es va parlar de les activitats dels refugae, en les quals prenien part alguns clergues (que podria ser un reflex de l'oposició del clero (favorable a Tulga) al rei Khindasvint). Per evitar aquesta participació es va establir que qualsevol clergue, independentment del seu rang dins de la jerarquia eclesiàstica, que acudís a un país estranger per desenvolupar activitats contràries al rei i als gots, o que ajudés a un laic a actuar en tal forma, seria degradat i convertit en penitent perpetu (sols se li donaria la comunió al final de la seva vida); qualsevol clergue tenia prohibit administrar sagraments al penitent, i aquell que ho fes, fins i tot sota ordre directa del rei, seria anatematitzat i estaria subjecte a les mateixes penes que el beneficiat; les propietats del culpable passarien al tresor, i si el rei decidia tornar-li els seus béns sol podria fer-ho en un màxim del vint per cent. En el cànon primer del Concili els bisbes declaraven que si un laic es rebel·lava i es proclamava rei, tot bisbe i sacerdot que le hagués ajudat seria excomunicat, i es recordava el gran nombre de clergues que no havien mantingut el seu juramenti de fidelitat; si l'usurpador aconseguia aconseguir el tron i, per tant, no podia castigar-se als clergues que el van ajudar, serien castigats quan l'usurpador morís: semblaria que el cànon estava dirigit contra el mateix rei i es referís a l'enderrocament de Tulga per Khindasvint. Els bisbes eren contraris clarament a la cooperació amb forces estrangeres per arribar al poder o perjudicar al Regne, i aquells que ho fessin eren condemnats a més amb l'excomunió, la qual no podria ser suspesa pel rei quan hagués estat imposada a traïdors (laics o clergues) llevat si els bisbes ho sol·licitaven; si el rei no respectava aquestes normes era culpable de traïció a la fe catòlica.
En aquest Concili va ser nomenat Arquebisbe de Braga Fructuós, que era Bisbe de Dumium. Però només uns mesos abans havia estat detingut quan es va saber que pensava viatjar a Orient sense permís del rei, encara que pel que sembla va ser alliberat al demostrar-se que no havia intencions perverses en el seu viatge. El llinatge de Fructuòs (parent de Sisenand) va haver de jugar en contra seu, car quan es van saber els seus plans per al viatge (revelats per un deixeble) va ser detingut. Un altre nomenament del mateix any és el d'Eugeni II de Toledo (+ 657), ardiaca de Saragossa, com a bisbe de Toledo malgrat els precs del Bisbe Brauli de Saragossa, que sol·licitava que Eugeni es quedés en la seva seu). En el segon cas és segura la intervenció real, i molt probable en el primer. No van haver de ser els únics casos.

## Activitat legislativa

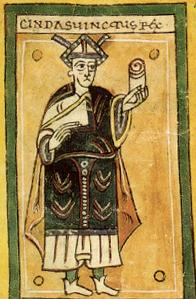
Cindasuinctus segons Còdex Albeldense.

Khindasvint va ser un notable legislador. Va revisar el Codi de Leovigild i va preparar a aquest efecte ben bé noranta-nou lleis, i revisà algunes més de les existents, treballant pel que sembla amb la idea d'unificar la legislació per a gots i romans. Les seves primeres lleis les va elaborar el 643, però va morir sense acabar la seva obra. Sembla que no es va interessar per la persecució dels jueus, i que la legislació dels seus antecessors, sense ser modificada, i molt menys derogada, va ser aplicada amb menys rigor. No obstant això si va perseguir als cristians que se circumcidaven (els va aplicar la pena de mort) el que indicaria que calia limitar la propagació del judaisme, que malgrat les adverses circumstàncies seguia aconseguint nous adeptes entre els cristians, dels quals alguns no dubtaven a arriscar la vida i béns per convertir-se a una religió perseguida (segurament la persecució era el motiu de les conversions, que d'altra banda no havien de ser numèricament importants). Va legislar també contra les pràctiques de màgia que semblen haver-se estès al llarg el segle vii. En algunes de les seves lleis Khindasvint regulava la sort dels esclaus intentant millorar la seva situació, així com la dels humils (almenys quan compareixien davant els tribunals).

### Actes de traïció
En algun moment del 643, potser després de sufocar la rebel·lió de Mèrida, el rei va dictar una llei sobre la traïció, per la qual s'establia com deure el càstig sense pietat per a conspiradors i rebels. A la llei es fa al·lusió als refugae o profugi, contra els que l'Estat havia de combatre amb més freqüència que contra els enemics estrangers. La llei intentava limitar aquestes activitats i castigar els que haguessin estat culpables d'elles. El rei parlava a la llei que "tots aquells que haguessin recorregut a un poder estranger o que haguessin intentat fer-ho, per incitar a aquest poder contra els gots, en temps de Khíntila, serien condemnats a mort", i del text literal sembla deduir-se que es referia als rebels supòsits partidaris de Sisenand que havien operat des del 636 al 640, però la verdadera intenció del legislador segurament era condemnar a mort a tots els conspiradors que havien intentat prendre el poder amb ajuda de forces estrangeres, no durant el regnat de Khíntila, sinó des de l'inici de l'esmentat regnat d'ara endavant. La mateixa pena de mort s'aplicaria a aquells que s'oposessin al rei amb les armes, o intentessin fer-ho, sense col·laboració amb l'estranger, però en aquest cas només des de l'inici del regnat del mateix Khindasvint (si la llei en aquest sentit hagués estat retroactiva, el mateix rei podia haver estat reu).
A la mateixa llei el rei va establir límits a la seva magnanimitat, i posat cas que decidís commutar la pena de mort, el culpable hauria de ser cegat. El condemnat a pena de mort (o que fos encegat per decisió reial) perdria totes les seves possessions que passarien al tresor, i si del tresor passaven a una altra persona, aquesta les posseiria perpètuament sense que futurs reis (que en aquest cas evidentment estarien vinculats al partit dels culpables) tinguessin dret a retornar-les als seus antics propietaris. Si el rei usava del seu dret de gràcia i tornava part de les propietats al culpable (que seria cec), la part tornada no podria excedir del vint per cent del total, i hauria de lliurar-se en propietats diferents de les confiscades. Com des feia anys els que entraven en una conspiració lliuraven prèviament les seves propietats a les seves dones, fills, o testaferros (amb el qual en cas de fracàs evitaven la seva confiscació i segons els avatars polítics tindrien possibilitat de recuperar-les), i fins i tot a l'Església, la llei de Khindasvint va privar de tot valor a aquestes transmissions, i va declarar el dret del Tresor a la confiscació de la totalitat dels béns. El dret de gots i romans a demanar el perdó del rei va ser suprimit per als casos de traïció, i si el rei decidís concedir el perdó hauria d'obtenir l'anuència dels bisbes i dels maiores palatii (els nobles palatins). El rei va exigir el jurament de la llei almenys als principals càrrecs i persones del regne.
L'activitat dels refugae sembla haver estat similar a la dels vascons encara que amb objectius diferents. Les partides (segurament no molt nombroses) d'exiliats, penetraven pels passos pirinencs en el territori visigot, i devastaven i destruïen les aldees i hisendes que no els auxiliaven o no els proporcionaven homes, armes i proveïments; els pobladors dels llocs devastats i destruïts (lliures i esclaus) eren portats al territori dels francs, on segurament era enrolats per la força en les partides devastadores, basades en campaments de situació incerta (sembla que durant bastant temps els reis merovingis o els seus majordoms van donar suport directament o indirectament a la rebel·lió, pel que devien romandre en aldees o ciutats; en cas de no tenir suport els campaments podien estar basats en les muntanyes o en aldees controlades per magnats francs favorables als rebels); aquells que es negaven a obeir havien de ser massacrats o venuts com esclaus; les terres assolades quedaven sense cultivadors i s'abandonaven. La zona afectada pels atacs dels exiliats era tota la Narbonense i les regions compreses entre la serralada pirinenca i les ciutats de Iaca, Osca, Cesaraugusta, Octogesa (probablement Mequinensa), Ilerda, Orgela (la Seu d'Urgell) i Julia Libia (Llívia), potser amb penetració en direcció a Gerunda, Ausona (Vic), Egara (Terrassa) i Bàrcino. Es coneix l'existència de bandits al sud de l'Ebre, car el bisbe cesaraugustà Brauli els esmenta en una carta que es pot deduir que està escrita entre el 640 i el 646. En ella esmenta que alguns homes de Cesaraugusta no s'atrevien a viatjar a Valentia a causa dels bandits que rondaven pels camins, referència que tant podria indicar saquejadors vascons, com bandits clàssics portats a l'ofici per una situació social delicada, com restes d'un exèrcit derrotat o més probablement de profugi o refugae.
Algun temps després, cap al 644 o 645, Khindasvint va publicar una llei per la qual aquells que formulessin acusacions de traïció o d'altres delictes semblants que comportaven la pena capital o penes de gran duresa (falsificació de documents del rei i de moneda, enverinament, màgia i adulteri) serien castigats amb la pena que corresponia a l'acusat si l'acusació es demostrava falsa i malintencionada.

### Successió
El problema de la successió va ser abordat el 648. En una carta subscrita pel bisbe de Saragossa Brauli i el bisbe Eutropi (de seu desconeguda), que al·legaven actuar en nom de tot el clero i fidels de les seves diòcesis, i signada també per un tal Cels que es presumeix que era el comte de la ciutat o el dux de la Tarraconense, els remitents sol·licitaven al rei que associés al tron al seu fill Recesvint per descarregar al pare de les qüestions de la guerra (evocaven els perills i atacs enemics als quals el país havia estat exposat, i procedint la carta del tarragoní es referiria sens dubte als vascons i als exiliats) i permetre el descans del rei fins que els atacs dels enemics (vascons o exiliats) haguessin cessat. La idea de l'associació al tron i la successió hereditària era contrària al cànon setanta-cinc del VI Concili toledà (que Brauli havia signat), pel que hem de suposar que la carta va ser inspirada pel mateix rei, qui es valdria de la gran autoritat moral de Brauli (que uns anys abans havia gosat enfrontar-se al Papa i desobeït certes normes conciliars, no s'havia atrevit en canvi a oposar-se a una decisió real com el nomenament d'Eugeni per a la seu toledana) i segurament d'Eutropi, i del poder militar de Cels, que al governar una ciutat fronterera o una província seu dels principals atacs enemics (vascons i exiliats) havia de controlar un exèrcit més nombrós de l'habitual i havia de comptar amb el suport dels comtes de la zona. En la carta els signants parlen bàsicament que Recesvint assumeixi el poder militar, el que implicava que el pare conservava tot el poder polític.
Khindasvint, per no vulnerar les normes del VI Concili, sembla que va convocar una reunió general de magnats i bisbes perquè elegissin al seu fill com a successor. La reunió va tenir lloc el 22 de gener del 649, i en ella Recesvint va ser aclamat com rei per succeir al seu pare quan aquest morís.
L'any 651 moria el Bisbe de Saragossa Brauli, un dels personatges més importants de l'època, l'obediència del qual al rei no està en discussió encara que el seu suport íntim potser fora menys notable. No hi ha dubte que Khindasvint no va tenir en general un gran suport del clero. La mesura d'obligar els bisbes de la Cartaginense a residir un mes a l'any a Toledo indicaria una necessitat de poder donar freqüents instruccions i exposar punts de vista per acostar al clero a la seva posició. L'escassa assistència de bisbes al VII Concili (sol trenta bisbes van acudir personalment) seria una altra prova de la desaprovació clerical al rei, car encara que en altres tres concilis (el I, el II i el V) l'assistència va ser fins i tot inferior, el I i II Concili es van celebrar sota els reis arrians i el V es va portar a efecte probablement durant una rebel·lió a la Narbonense. El mateix metropolità de Toledo, Eugeni II, va escriure un epitafi sobre el rei en el qual el qualificava d'amic dels fets malvats, responsable de crims, impiu, obscè, infame, repulsiu i malvat, que no procurava el millor i valorava el pitjor (i probablement Eugeni sintonitzava amb el pensament de Brauli). Més tard el VIII Congrés va confirmar l'apreciació.

## Mort
Khindasvint va viure quatre anys més. Va morir a l'extraordinària edat, per l'època en què vivia, d'aproximadament noranta anys el 30 de setembre del 653 (segons la Crònica Vulsa, data adoptada per molts historiadors, que en altres temes no consideren tan fiable l'esmentada crònica), o bé l'1 d'octubre del 652. Es coneixen poques circumstàncies de la seva vida tot i que se sap que havia estat casat amb Riceberga (s'hi va casar quan la jove comptava sol 16 anys, morint quan comptava 23 anys, suposadament enterrada en el convent de San Ramón de Ormiga, prop de Toro), de la qual va tenir quatre fills, tres homes (Recesvint, que el succeí, i altres dos dels que no es coneix el nom i que la tradició pretén que van ser Teodofred, pare del rei Roderic, i Fàfila, pare de Pelai I) i una noia.